# Vincent Pastore
Pour les articles homonymes, voir Pastore.
Vincent Pastore est un acteur américain né le 14 juillet 1946 dans le Bronx, à New York (États-Unis).

## Biographie
Vincent Pastore est né le 14 juillet 1946 dans le Bronx, à New York (États-Unis).
Après avoir obtenu son diplôme d'études secondaires, il a rejoint l'US Navy en tant que marin, puis a étudié à l'Université Pace pendant trois ans, avant de finalement entrer dans l'industrie du théâtre après s'être lié d'amitié avec Matt Dillon et Kevin Dillon.

### Vie privée
Il a été marié avec Nancy Berke. Ils ont une fille, Renee Pastore.

## Carrière
Il commence sa carrière au cinéma en 1988 dans Black Roses.
Entre 1999 et 2001, il joue un rôle secondaire dans la série Les Soprano.

## Filmographie

### Cinéma

#### Longs métrages
- 1988 : Black Roses de John Fasano : Mr Ames, le père de Tony
- 1989 : True Love de Nancy Savoca : Angelo
- 1990 : Les Affranchis (Goodfellas) de Martin Scorsese : Un homme
- 1990 : L'Éveil (Awakenings) de Penny Marshall : Un patient
- 1990 : Backstreet Dreams de Rupert Hitzig et Jason O'Malley : Tony
- 1990 : Street Hunter de John A. Gallagher : Un garde
- 1991 : Un homme respectable (Men of Respect) de William Reilly : Sammy
- 1992 : Who Do I Gotta Kill? de Frank Rainone : Aldo "Birdman" Badamo
- 1992 : Flodder in Amerika! de Dick Maas : Un homme
- 1993 : Who's the Man? de Ted Demme : Tony "Clams" Como
- 1993 : L'Impasse (Carlito's Way) de Brian De Palma : Un des hommes de mains de Copa
- 1994 : Tel est pris qui croyait prendre (The Ref) de Ted Demme : Un state trooper
- 1994 : Milliardaire malgré lui (It Could Happen to You) d'Andrew Bergman : Un des membres du bowling
- 1994 : Mortelle Cavale (Hand Gun) de Whitney Ransick : Harry
- 1994 : Minges Alley de Mark Foggetti : Le garde du corps
- 1995 : Basketball Diaries (The Basketball Diaries) de Scott Kalvert : Un ouvrier
- 1995 : Money Train de Joseph Ruben : Un parieur
- 1995 : Pictures of Baby Jane Doe de Paul Peditto : Dan
- 1995 : Jerky Boys, le film (The Jerky Boys: The Movie) de James Melkonian : Tony Scarboni
- 1995 : Italian Movie de Roberto Monticello : Vinny
- 1995 : No Exit de David DiCerto et Michael DiCerto : Tony Landano
- 1996 : Mariage ou Célibat (Walking and Talking) de Nicole Holofcener : Un patient
- 1996 : Bienvenue chez Joe (Joe's Apartment) de John Payson : Un cambrioleur
- 1996 : West New York de Phil Gallo : Carmine Ferraro
- 1996 : L'Équipe du collège (Sunset Park) de Steve Gomer : Charlie
- 1997 : Dans l'ombre de Manhattan (Night Falls on Manhattan) de Sidney Lumet : Un policier
- 1997 : All Over Me d'Alex Sichel : Don
- 1997 : Sous influences (Six Ways to Sunday) d'Adam Bernstein : Oncle Max
- 1997 : The Deli de John A. Gallagher : Lou
- 1997 : A Brooklyn State of Mind (en) de Frank Rainone : Vinnie "D"
- 1998 : Le Prince de Sicile (Mafia!) de Jim Abrahams : Gorgoni
- 1999 : Hurricane Carter (The Hurricane) de Norman Jewison : Alfred Bello
- 1999 : Mickey les yeux bleus (Mickey Blue Eyes) de Kelly Makin : Al
- 1999 : 18 Shades of Dust de Danny Aiello III : Matty Brancato
- 1999 : Hellgate Bridge (Under Hellgate Bridge) de Michael Sergio : Mitch
- 2000 : Blue Moon de John A. Gallagher : Joey
- 2000 : Two Family House (en) de Raymond De Felitta (en) : Angelo
- 2000 : Growing Down in Brooklyn de Robert Santoli : Sal
- 2001 : Écarts de conduite (Riding in Cars with Boys) de Penny Marshall : Oncle Lou
- 2001 : Made de Jon Favreau : Jimmy
- 2001 : Corky Romano de Rob Pritts : Tony
- 2002 : Les Voyous de Brooklyn (Deuces Wild) de Scott Kalvert : Père Aldo
- 2002 : Au service de Sara (Serving Sara) de Reginald Hudlin : Tony
- 2002 : This Thing of Ours de Danny Provenzano : Skippy
- 2003 : À l'ouest du Montana (Mail Order Bride) de Jeffrey Wolf et Robert Capelli Jr. : Tootie
- 2003 : A Tale of Two Pizzas de Vincent Sassone : Vito Rossi
- 2004 : Gang de requins (Shark Tale) d'Éric Bergeron, Vicky Jenson et Rob Letterman : Luca (voix)
- 2004 : Barbecue party (The Cookout) de Lance Rivera : Un vendeur
- 2005 : Revolver de Guy Ritchie : Zach
- 2005 : Johnny Slade's Greatest Hits de Larry Blamire : Vic
- 2005 : Remedy de Christian Maelen et Jon Doscher : Casper Black
- 2006 : Bachelor Party Vegas d'Eric Bernt : Mr Kidd / Carmine
- 2006 : The Last Request de John DeBellis : Père Patton
- 2006 : The Ocean : Joe Castelli
- 2007 : 7-10 Split de Tommy Reid : Tony P.
- 2008 : Blood Camp (Return to Sleepaway Camp) de Robert Hiltzik : Frank
- 2008 : P.J de Russ Emanuel : Burt
- 2008 : Dough Boys de Louis Lombardi : Mr Conti
- 2008 : Looking for Palladin d'Andrzej Krakowski : Arnie
- 2008 : The Devil's Dominoes de Scott Prestin : Big John Calabrese
- 2008 : Un modèle pas comme les autres (Tricks of a Woman) de Todd Norwood : Harry
- 2009 : Oy Vey! My Son Is Gay!! d'Evgeny Afineevsky : Carmine Ferraro
- 2009 : Split Ends de Dorothy Lyman : Tiny Provenzano
- 2009 : Street Boss de Lance Kawas : Frank
- 2010 : Pizza with Bullets de Robert Rothbard : Don Vito Perspirino
- 2010 : Code Blue d'Arthur Alston : Le sergent / Le coach
- 2011 : Joshua Tree de Kris Kardash : Sal
- 2011 : Spy d'Alexander Klymko : Dante LeClair
- 2012 : Surviving Family de Laura Thies : Maire Avenoso
- 2012 : The Woods de Michael Mandell : Lieutenant Madden
- 2013 : Malavita de Luc Besson : Willy
- 2013 : I'm in Love With a Church Girl de Steve Race : Nicholas Halston
- 2013 : Day of Redemption d'Emilio Roso : Sal
- 2013 : Goat de Paul Borghese : Luigi Leone
- 2013 : Torture Chamber de Dante Tomaselli : Dr Fiore
- 2014 : Tumbleweed: A True Story d'Emilio Roso : Erik Rydell
- 2015 : Dernier été à Staten Island (Staten Island Summer) de Rhys Thomas : Leo Manicucci
- 2015 : Thinking with Richard de Peter Graham : Balls
- 2015 : Red Herring d'Ousa Khun : Saffiote
- 2016 : The Eyes de Robbie Bryan : Harry
- 2016 : Calico Skies de Valerio Esposito : Vincenzo
- 2017 : Pitching Tents de Jacob Cooney : Tony
- 2017 : Blood Circus de Jacob Cooney : Rocco
- 2018 : Papa de Dan Israely : Frankie Vincent
- 2018 : Who's Jenna...? de Thomas Baldinger : Thomas Roma
- 2018 : Bully de Santino Campanelli : Frankie
- 2018 : Black Wake de Jeremiah Kipp : Dr Jones
- 2018 : Honor Amongst Men de Fred Carpenter : Un agent du FBI
- 2018 : Sarah Q de John A. Gallagher : Mr Tommy
- 2019 : Bad Art de Tania Raymonde et Zio Ziegler : Papi
- 2019 : Clinton Road de Richard Grieco et Steve Stanulis : Le propriétaire du club
- 2019 : Vault : Casse contre la mafia (Vault) de Tom DeNucci : Frank
- 2019 : Stano de Raymond De Felitta : Cosmo
- 2020 : Booze, Broads and Blackjack de Rickey Bird Jr. : Vinny Bombayo
- 2021 : The Birthday Cake de Jimmy Giannopoulos : Vito
- 2021 : Made in Chinatown de James Lew et Robert Samuels : Amadore Condimento
- 2023 : Spinning Gold de Timothy Scott Bogart : Big Joey
- 2023 : The Zombie Wedding de Micah Khan : Maire Fanucci
- 2024 : A Brooklyn Love Story de Steven Feder : Benny Tucci
- 2024 : Don Q de Claudio Bellante : Un acteur italo-américain

#### Courts métrages
- 1992 : The Bet de Ted Demme : Nino
- 1994 : The Dutch Master de Susan Seidelman : Le père de Teresa
- 1994 : Soup & the Dead de Michael Dominic : Le père
- 2000 : The Rochester Method de Mark Foggetti : Vinnie
- 2007 : Slice de Carmen Maria Milito : Carmine Leone
- 2009 : Alienated de Paul Borghese : Gino
- 2011 : Run Your Mouth de Jason Diamond et Josh Diamond : Le boss
- 2012 : Off Limits de Sal Fusco : Saverio
- 2012 : Saved by the Pole de Jonisha Rios : Louie
- 2013 : Hypothetically de Peter Zinn : Gene
- 2016 : Oiled Up de Richard Selvi : Détective James
- 2016 : Pasquale's Magic Veal de D.J. Higgins : Chef Pasquale
- 2017 : The Kids Menu de Paul Borghese : Pete
- 2017 : The Fifth Borough de John Bianco : Angelo Battaglia
- 2019 : Awakening Arlene de Brad Forenza : Ed
- 2019 : Duped de Paul Borghese : Rocco
- 2021 : The Museum de Brad Forenza : Bob
- 2024 : Profane Language d'Ashley Smith : Ricky
- 2024 : The Last Trip de John A. Gallagher et Brian Vincent : Ben

### Télévision

#### Séries télévisées
- 1992 / 1994 - 1996 : New York, police judiciaire (Law & Order) : Dominick / Jack / John Furini / Jimmy Pogosian
- 1993 : The Adventures of Pete & Pete : Vincent Park
- 1994 : New York Undercover : Un homme
- 1997 : Le Dernier Parrain (The Last Don) : Danny Fuberta
- 1997 : Dellaventura : Mickey Ezra
- 1999 - 2001 / 2004 / 2007 : Les Soprano (The Sopranos) : Salvatore "Big Pussy" Bonpensiero
- 2000 : Bull : Len Rutigliano
- 2000 - 2002 : Son of the Beach : Vinnie Fellachio / F. Jackie Abraham
- 2001 : For Your Love : Norm
- 2002 : Parents à tout prix (Grounded for Life) : Oncle Sal
- 2002 : Ed : Ralph Pazzuti III
- 2003 : Queens Supreme : Norm Delgado
- 2003 : Less Than Perfect : Le bookmaker
- 2004 : The Practice : Donnell et Associés (The Practice) : Lenny Pescatore
- 2004 : Fillmore ! : Mr Casteneda (voix)
- 2006 : Las Vegas : Jimmy Aversano
- 2007 : Tout le monde déteste Chris (Everybody Hates Chris) : Paulie
- 2008 : Hôpital central (General Hospital) : Maximus Giambetti
- 2003 - 2004 : On ne vit qu'une fois (One Life to Live) : Arthur Ross
- 2010 - 2011 : Paire de rois (Pair of Kings) : Yamakoshi
- 2013 : Blue Bloods : Richie Tomlin
- 2017 : Animals. : Big Pussy (voix)
- 2018 : Hawaii 5-0 (Hawaii Five-0) : Oncle Vito
- 2018 : Voisins mais pas trop (The Neighborhood) : Rinaldo
- 2019 : Wu-Tang: An American Saga : Larry
- 2020 : Chase Street : Sal Rindino
- 2021 - 2023 : Gravesend : Donnie Sisto
- 2024 : The Curse : Lui-même

#### Téléfilms
- 1996 : Gotti de Robert Harmon : Angelo Ruggiero
- 1998 : La Famille trahie (Witness to the Mob) de Thaddeus O'Sullivan : Mikey De Batt
- 1999 : Un brin de meurtre (A Slight Case of Murder) de Steven Schachter : Le chauffeur de taxi